# Memetika
Memetika je termín, vytvořený Douglasem Hofstadterem v 80. letech 20. století, který se vztahuje k Dawkinsovu termínu mem. Slovo memetika je odvozeno stejně jako slovo genetika vztahující se ke genu. Memetika tedy o sobě tvrdí, že je disciplínou usilující o evoluční modelování přenosu informací v kultuře. V letech 1997 až 2005 vycházel elektronicky časopis Journal of Memetics, a i po jeho zániku stále existují snahy memetiku ustavit či obnovit.